# Rodrigo de Azambuja Vilanova
Rodrigo de Azambuja Vilanova (Taquari, 1844 — Porto Alegre, 24 de outubro de 1898) foi um médico e um político brasileiro.

## Biografia
Foi casado com sua prima Maria Altina Centeno de Azambuja, filha de Primórdio Centeno de Azambuja.
Teve sua educação inicial numa escola pública de sua terra natal, depois mudou-se para Porto Alegre, continuando seus estudos no Colégio Gomes, como interno. Depois seguiu para o Rio de Janeiro, onde ingressou na Faculdade de Medicina.
Formado, voltou a Taquari, onde abriu uma clínica. Filiado ao partido Conservador, logo assumiu uma posição de liderança. Por diversas legislaturas, foi eleito deputado à Assembleia Provincial, nas legislaturas de 1871-1872, 1883-1885, 1886, 1887-1888. 
Indicado pelo Conselheiro Gaspar Silveira Martins, foi nomeado presidente da província do Rio Grande do Sul, presidindo a província interinamente por duas vezes, de 25 de abril a 26 de outubro de 1887 e de 27 de janeiro a 7 de agosto de 1888.
Pelo Ato nº 578, de 2 de dezembro de 1890, foi nomeado Capitão-Cirurgião da Guarda Nacional de Taquari, substituindo Dr. Aurélio Benigno de Castilho. 
Após a Proclamação da República foi nomeado presidente do Banco Emissor do Sul, de Porto Alegre. Foi também um dos fundadores e o primeiro presidente da Sociedade de Medicina de Porto Alegre, instalada em 14 de setembro de 1892, numa das salas da Santa Casa de Misericórdia. 